# تیمورسوری علیا
تیمورسوری علیا یا ده کیکاووس یا به گفته اهالی ده کیکه، روستایی از توابع بخش فیروزآباد شهرستان سلسله در استان لرستان ایران که اکثریت اهالی آن از  طایفه پیرحیاتی تیره اصلانشاهی کولیوند می باشند اما اقلیتی از طایفه های سوری و باباعلی نیز در گذشته در آن جا سکنی گزیده اند. بزرگ منطقه فردی به نام اسماعیل خان شعبانی یا (اسماعیل خون کیکه) بوده است که فردی دست و دل باز و مهمان نواز بوده که در دهه 60 هجری شمسی دارفانی را وداع گفته است .

## جمعیت
این روستا در دهستان فیروزآباد قرار دارد و براساس سرشماری مرکز آمار ایران در سال ۱۳۸۵، جمعیت آن ۲۳۱ نفر (۴۹خانوار) بوده‌است.